# Saint-Sixte (Lot-et-Garonne)
Saint-Sixte település Franciaországban, Lot-et-Garonne megyében. Lakosainak száma 356 fő (2022. január 1.). Saint-Sixte Saint-Romain-le-Noble, Donzac, Dunes, Lamagistère, Caudecoste, Saint-Nicolas-de-la-Balerme és Clermont-Soubiran községekkel határos.

## Népesség
A település népessége az elmúlt években az alábbi módon változott:
| Lakosok száma | 264  | 260  | 255  | 303  | 347  | 362  | 358  | 353  | 359  | 356  |
|               | 1968 | 1982 | 1990 | 2006 | 2013 | 2015 | 2017 | 2019 | 2020 | 2022 |